# Basilisa
Basilisa est une localité de la province des Îles Dinagat, aux Philippines. En 2015, elle compte 36 880 habitants.